# Hilara baethis
Hilara baethis är en tvåvingeart som beskrevs av Frey 1955. Hilara baethis ingår i släktet Hilara och familjen dansflugor. Inga underarter finns listade i Catalogue of Life.